# Ministerium für Öffentliche Sicherheit (China)

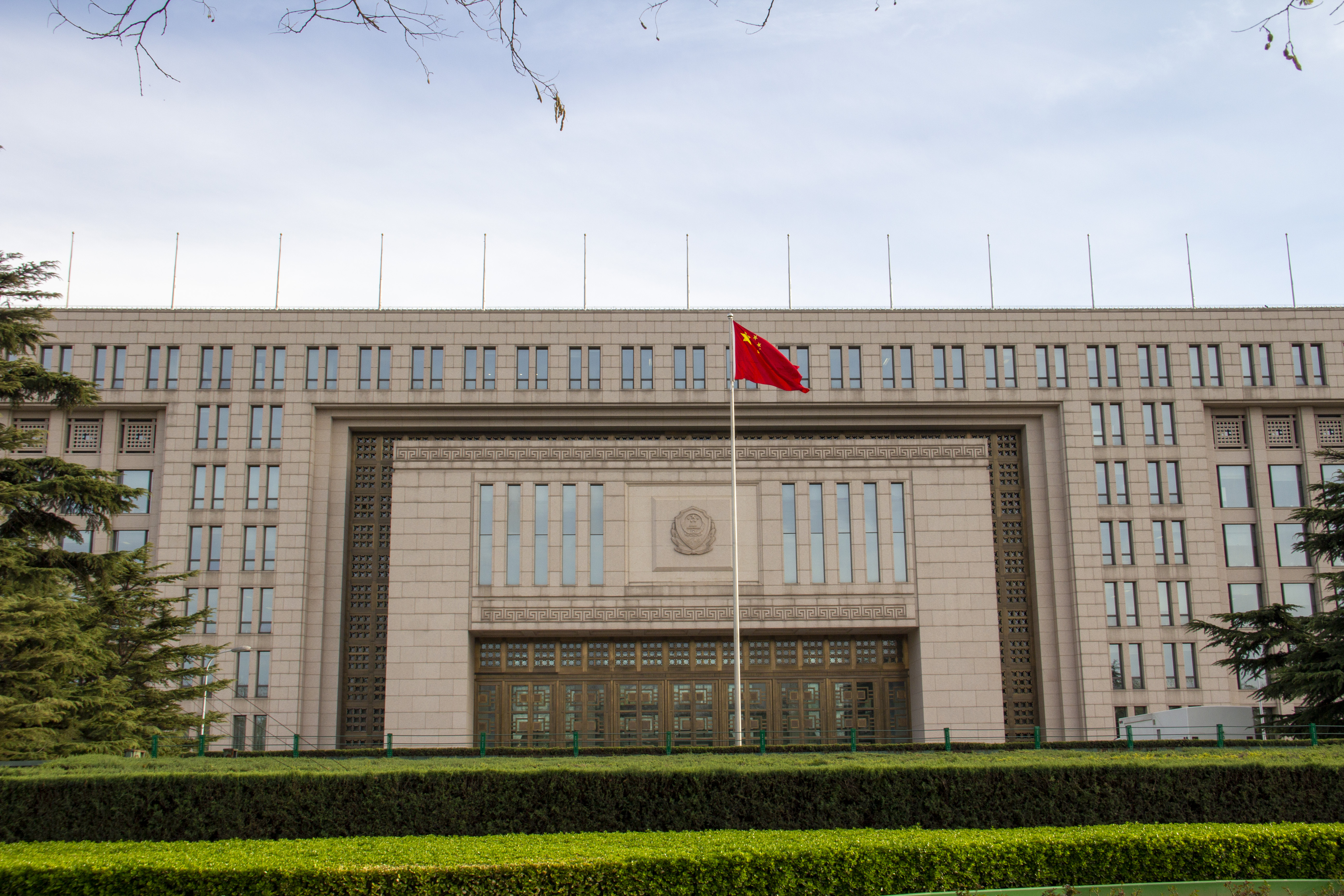
Hauptsitz des Ministeriums für öffentliche Sicherheit der Volksrepublik China

Das Ministerium für öffentliche Sicherheit (Kurzzeichen: 公安部, Pinyin: Gōng'ānbù), auch bekannt als MPS (engl. Ministry of Public Security), ist ein Ministerium der Chinesischen Regierung und dient als Leitungsebene der Polizei.

## Liste der Minister
1. Luo Ruiqing
2. Xie Fuzhi
3. Li Zhen
4. Hua Guofeng
5. Zhao Cangbi
6. Liu Fuzhi
7. Ruan Chongwu
8. Wang Fang
9. 1990–1998 Tao Siju
10. 1998–2003 Jia Chunwang
11. 2003–2007 Zhou Yongkang
12. 2007–2012 Meng Jianzhu
13. 2012–2018 Guo Shengkun
14. 2018–2023 Zhao Kezhi
15. seit 12. März 2023 (kommissarische Amtsführung seit 24. Juni 2022) Wang Xiaohong[2]